# 大阪市道路公社
大阪市道路公社（おおさかしどうろこうしゃ）は、大阪府大阪市を設立団体とする地方道路公社である。全国42の道路公社で2番目に新しい道路公社。2014年3月31日をもって解散し、駐車場は民間委託、なみはや大橋は無料開放された。

## 設立
- 1994年（平成6年）6月10日

## 業務

### 駐車場の整備及び管理
- 一時預かり駐車場

1. 十三
2. 豊崎
3. 大阪-駅前
4. 宮原地下
5. 新大阪駅南
6. 土佐堀
7. 扇町
8. 西横堀
9. 本町
10. 法円坂
11. 上汐
12. 靱
13. 長堀
14. 東長堀
15. 塩草
16. 谷町
17. 安土町
18. 桜橋
19. 船場パーキング
20. ATC
21. ATC2
22. WTC
23. 長居公園地下

- 月ぎめ駐車場

1. 東三国
2. 十八条
3. 野中
4. 竹島
5. 阪北
6. 大野南
7. 西島
8. 豊崎西
9. 豊崎南
10. 大仁
11. 中津
12. 中津東
13. 天満堀川第2
14. 天満橋
15. 堀川筋
16. 大橋下
17. 豊里大橋南
18. 横堀北
19. 横堀
20. 西本町
21. 本田
22. 江戸堀
23. 立売堀
24. 九条駅前
25. 九条南
26. 境川
27. 中本
28. 日本橋西
29. 御崎
30. 鶴町

### 有料道路（有料橋）の整備及び管理
- 有料橋

1. なみはや大橋（尻無川新橋有料道路）

※ 大阪港咲洲トンネルは、港湾法にもとづく港湾施設（臨港交通施設）である為、大阪市港湾局が管理する。
※ 菅原城北大橋は、大阪市建設局が直接管理しており、公社の業務範囲には含まれない。